# Watrange
Watrange (en luxembourgeois : Walter ) est une section de la commune luxembourgeoise du Lac de la Haute-Sûre située dans le canton de Wiltz.
Le village parlait historiquement le wallon comme Doncols et Sonlez.